# Zhang Nan (badmintonista)
Zhang Nan (chiń. 张楠; pinyin Zhāng Nán; ur. 1 marca 1990 w Pekinie) – chiński badmintonista, dwukrotny złoty medalista olimpijski, czterokrotny mistrz świata, dwukrotny złoty medalista igrzysk azjatyckich, trzykrotny mistrz Azji, dwukrotny mistrz świata juniorów. Specjalizuje się w grze podwójnej i mieszanej.

## Kariera
| Rok  | Zawody               | Miejsce        | Konkurencja | Partner     | Pozycja     |
| ---- | -------------------- | -------------- | ----------- | ----------- | ----------- |
| 2010 | Mistrzostwa świata   | Paryż          | debel       | Chai Biao   | 1/8 finału  |
| 2010 | Igrzyska azjatyckie  | Kanton         | mikst       | Zhao Yunlei | 2. miejsce  |
| 2011 | Mistrzostwa Azji     | Chengdu        | debel       | Xu Chen     | 3. miejsce  |
| 2011 | Mistrzostwa Azji     | Chengdu        | mikst       | Zhao Yunlei | 1. miejsce  |
| 2011 | Mistrzostwa świata   | Londyn         | mikst       | Zhao Yunlei | 1. miejsce  |
| 2012 | Mistrzostwa Azji     | Qingdao        | mikst       | Zhao Yunlei | 1. miejsce  |
| 2012 | Igrzyska olimpijskie | Londyn         | mikst       | Zhao Yunlei | 1. miejsce  |
| 2013 | Mistrzostwa Azji     | Tajpej         | mikst       | Zhao Yunlei | 2. miejsce  |
| 2013 | Mistrzostwa świata   | Kanton         | debel       | Chai Biao   | 1/8 finału  |
| 2013 | Mistrzostwa świata   | Kanton         | mikst       | Zhao Yunlei | 3. miejsce  |
| 2014 | Mistrzostwa świata   | Kopenhaga      | mikst       | Zhao Yunlei | 1. miejsce  |
| 2014 | Igrzyska azjatyckie  | Incheon        | mikst       | Zhao Yunlei | 1. miejsce  |
| 2015 | Mistrzostwa Azji     | Wuhan          | debel       | Fu Haifeng  | 1/8 finału  |
| 2015 | Mistrzostwa Azji     | Wuhan          | mikst       | Zhao Yunlei | Ćwierćfinał |
| 2015 | Mistrzostwa świata   | Dżakarta       | debel       | Fu Haifeng  | Ćwierćfinał |
| 2015 | Mistrzostwa świata   | Dżakarta       | mikst       | Zhao Yunlei | 1. miejsce  |
| 2016 | Mistrzostwa Azji     | Wuhan          | debel       | Fu Haifeng  | 3. miejsce  |
| 2016 | Mistrzostwa Azji     | Wuhan          | mikst       | Zhao Yunlei | 1. miejsce  |
| 2016 | Igrzyska olimpijskie | Rio de Janeiro | debel       | Fu Haifeng  | 1. miejsce  |
| 2016 | Igrzyska olimpijskie | Rio de Janeiro | mikst       | Zhao Yunlei | 3. miejsce  |
| 2017 | Mistrzostwa Azji     | Wuhan          | debel       | Fu Haifeng  | Ćwierćfinał |
| 2017 | Mistrzostwa Azji     | Wuhan          | mikst       | Li Yinhui   | Ćwierćfinał |
| 2017 | Mistrzostwa świata   | Glasgow        | debel       | Liu Cheng   | 1. miejsce  |
| 2017 | Mistrzostwa świata   | Glasgow        | mikst       | Li Yinhui   | 1/8 finału  |
| 2018 | Mistrzostwa Azji     | Wuhan          | debel       | Liu Cheng   | 3. miejsce  |
| 2018 | Mistrzostwa Azji     | Wuhan          | mikst       | Li Yinhui   | 3. miejsce  |
| 2018 | Mistrzostwa świata   | Nankin         | debel       | Liu Cheng   | 3. miejsce  |
| 2018 | Mistrzostwa świata   | Nankin         | mikst       | Li Yinhui   | 3. miejsce  |

## Występy na igrzyskach olimpijskich
| Runda        | Partner      | Przeciwnik                                  | Wynik               | Osiągnięcie  |              |
| Gra mieszana | Gra mieszana | Gra mieszana                                | Gra mieszana        | Gra mieszana | Gra mieszana |
| ------------ | ------------ | ------------------------------------------- | ------------------- | ------------ | ------------ |
| Faza grupowa | Zhao Yunlei  | Michael Fuchs Birgit Michels                | 21–6, 21–7          | 1. miejsce   |              |
| Faza grupowa | Zhao Yunlei  | Aleksandr Nikołajenko Walerija Sorokina     | 21–9, 21–18         | 1. miejsce   |              |
| Faza grupowa | Zhao Yunlei  | Chris Adcock Imogen Bankier                 | 21–13, 21–14        | 1. miejsce   |              |
| Ćwierćfinał  | Zhao Yunlei  | Thomas Laybourn Kamilla Rytter Juhl         | 21–13, 21–17        | 1. miejsce   |              |
| Półfinał     | Zhao Yunlei  | Joachim Fischer Nielsen Christinna Pedersen | 17–21, 21–17, 21–19 | 1. miejsce   |              |
| Finał        | Zhao Yunlei  | Xu Chen Ma Jin                              | 21–11, 21–17        | 1. miejsce   |              |

| Runda                 | Partner               | Przeciwnik                       | Wynik                 | Osiągnięcie           |                       |
| Gra podwójna mężczyzn | Gra podwójna mężczyzn | Gra podwójna mężczyzn            | Gra podwójna mężczyzn | Gra podwójna mężczyzn | Gra podwójna mężczyzn |
| --------------------- | --------------------- | -------------------------------- | --------------------- | --------------------- | --------------------- |
| Faza grupowa          | Fu Haifeng            | Phillip Chew Sattawat Pongnairat | 21–6, 21–7            | 1. miejsce            |                       |
| Faza grupowa          | Fu Haifeng            | Michael Fuchs Johannes Schöttler | 21–11, 21–16          | 1. miejsce            |                       |
| Faza grupowa          | Fu Haifeng            | Goh Wei Shem Tan Wee Kiong       | 21–16, 15–21, 18–21   | 1. miejsce            |                       |
| Ćwierćfinał           | Fu Haifeng            | Kim Gi-jung Kim Sa-rang          | 11–21, 21–18, 24–22   | 1. miejsce            |                       |
| Półfinał              | Fu Haifeng            | Marcus Ellis Chris Langridge     | 21–14, 21–18          | 1. miejsce            |                       |
| Finał                 | Fu Haifeng            | Goh Wei Shem Tan Wee Kiong       | 16–21, 21–11, 23–21   | 1. miejsce            |                       |
| Gra mieszana          |                       |                                  |                       |                       |                       |
| Faza grupowa          | Zhao Yunlei           | Michael Fuchs Birgit Michels     | 21–19, 21–16          | 3. miejsce            |                       |
| Faza grupowa          | Zhao Yunlei           | Lee Chun Hei Chau Hoi Wah        | 21–16, 21–15          | 3. miejsce            |                       |
| Faza grupowa          | Zhao Yunlei           | Praveen Jordan Debby Susanto     | 21–11, 21–18          | 3. miejsce            |                       |
| Ćwierćfinał           | Zhao Yunlei           | Kenta Kazuno Ayane Kurihara      | 21–14, 21–12          | 3. miejsce            |                       |
| Półfinał              | Zhao Yunlei           | Tontowi Ahmad Liliyana Natsir    | 16–21, 15–21          | 3. miejsce            |                       |
| Mecz o 3. miejsce     | Zhao Yunlei           | Xu Chen Ma Jin                   | 21–7, 21–11           | 3. miejsce            |                       |